# Czerniany
Czerniany (biał. Чарняны, Czarniany; ros. Черняны, Czerniany) – agromiasteczko na Białorusi, w obwodzie brzeskim, w rejonie małoryckim, w sielsowiecie Czerniany, przy drodze magistralnej M12.
Siedziba parafii prawosławnej; znajduje się tu cerkiew pw. Narodzenia Matki Bożej.

## Historia
Wieś ekonomii brzeskiej w drugiej połowie XVII wieku. 
W XIX i w początkach XX w. wieś i folwark położone w Rosji, w guberni grodzieńskiej, w powiecie brzeskim, w gminie Wielkoryta.
W dwudziestoleciu międzywojennym wieś i kolonia leżące w Polsce, w województwie poleskim, do 12 kwietnia 1928 w powiecie brzeskim, w gminie Wielkoryta, następnie w powiecie kobryńskim, w gminie Nowosiółki.
W 1921 wieś liczyła 704 mieszkańców, w tym 543 Białorusinów, 98 Żydów, 48 Rosjan, 14 Polaków i 1 Rusina. 583 mieszkańców było wyznania prawosławnego, 105 mojżeszowego, 15 rzymskokatolickiego i 1 ewangelickiego. Kolonia liczyła 122 mieszkańców, w tym 121 Białorusinów i 1 Polaka. 121 mieszkańców było wyznania prawosławnego i 1 rzymskokatolickiego.
Po II wojnie światowej w granicach Związku Sowieckiego. Od 1991 w niepodległej Białorusi.
Urodziła się tu polska śpiewaczka operowa Halina Słonicka.